# The Alan Parsons Project

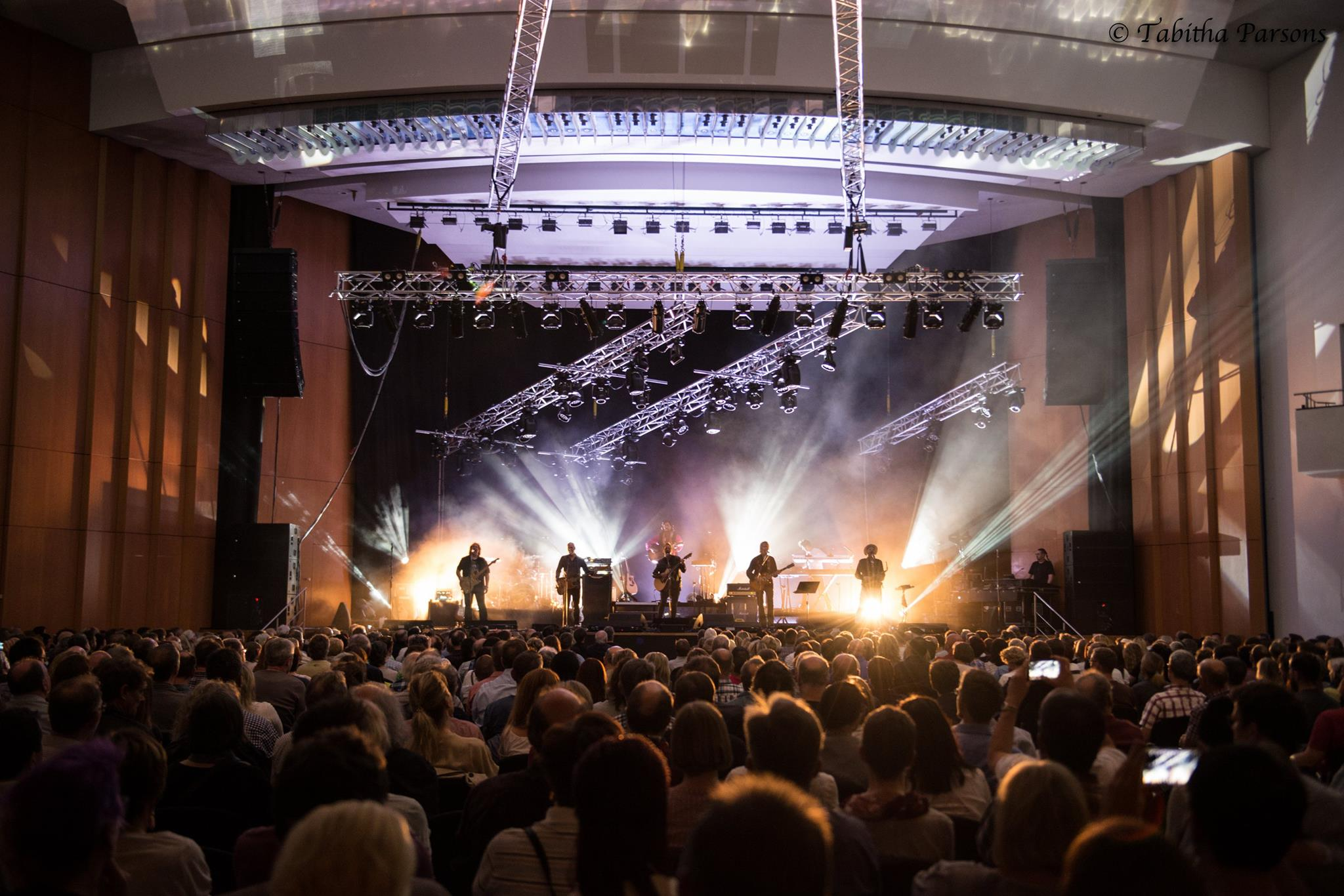
The Alan Parsons Live Project 2017

The Alan Parsons Project — британський рок-гурт, створений Аланом Парсонсом і Еріком Вулфсоном в 1975.

## Дискографія

### Альбоми Alan Parsons Project
- Tales of Mystery and Imagination (1976)
- I Robot (1977)
- Pyramid (1977)
- Eve[en] (1979)
- The Turn of a Friendly Card (1980)
- Eye in the Sky (1982)
- Ammonia Avenue (1984)
- Vulture Culture (1984)
- Stereotomy (1985)
- Gaudi (1987)

### Сольні альбоми Алана Парсонса
- Try Anything Once (1993)
- On Air (1996)
- Time Machine (1999)
- A Valid Path (2004)

### Сольні альбоми Еріка Вулфсона
- 1990 — Freudiana
- 1991 — Black Freudiana (Оригінальна звукова доріжка немецького м'юзікла)
- 1996 — Gaudi (М'юзікл)
- 1997 — Gambler (Das Geheimnis Der Karten)
- 2003 — Poe: More Tales Of Mystery And Imagination